# Carlos Moneta
Carlos Juan Moneta, más conocido como Carlos Moneta, es un experto argentino en economía y politología, además de docente en la Universidad Nacional de Tres de Febrero. Es doctor en Relaciones Internacionales y en Ciencias Sociales.
Fue Secretario Permanente del Sistema Económico Latinoamericano y del Caribe (SELA). Más tarde sería el fundador y coordinador de REDEALAP "Red Iberoamericana de Estudios de Asia del Pacífico".
Ha participado activamente en la Cumbres Iberoamericanas tratando el modelo económico latinoamericano.
Asimismo, el autor ha sido miembro del Grupo de Redacción de las Bases de la Carta Cultural Iberoamericana, en El Escorial, (Madrid, mayo de 2005).

## Algunas obras del autor
- , X Cumbre de Panamá, 2000.
- El espejismo económico, Archivos del Presente, N.º 18, 1999
- García Canclini, Nestor, y Carlos Juan Moneta, (coord.), Las industrias culturales en la integración latinoamericana. México, Grijalbo, UNESCO, Sistema Económico Latinoamericano, 1999.
- "Espacios económicos e inserción externa: nuevos parámetros". En: SELA Capítulos No. 50 abril-junio, Caracas 1997 p. 29
- "La política exterior norteamericana en los inicios de la década del ochenta", Geopolítica, N.º 25, Año VIII, 1982, pp 13-16
- "Militares y política: propuestas para el estudio del caso venezolano", en Carlos Juan Moneta, ed., Civiles y Militares (Caracas, editorial Nueva Sociedad, 1990)
- "China, perspectivas del presente, desafíos del futuro", Ed. Universidad Nacional de Tres de Febrero, Buenos Aires, 2002.
- "China y América Latina - Nuevos Enfoques sobre cooperación y desarrollo ¿Una segunda Ruta de Seda" por Sergio Cesarín y Carlos Moneta (Compiladores)", en colaboración con Sergio Cesarín, Ed. Intal, 2005.
- "Carácter y perspectivas de la vinculación de América Latina y el Caribe con el Pacífico Asiático: Líneas Estratégicas de trabajo", en colaboración con José Bekinschtein, en Informe sobre las Relaciones Económicas de América Latina y el Caribe con Asia-Pacífico, SELA, 1999.